# 采琪莲霍夫宫

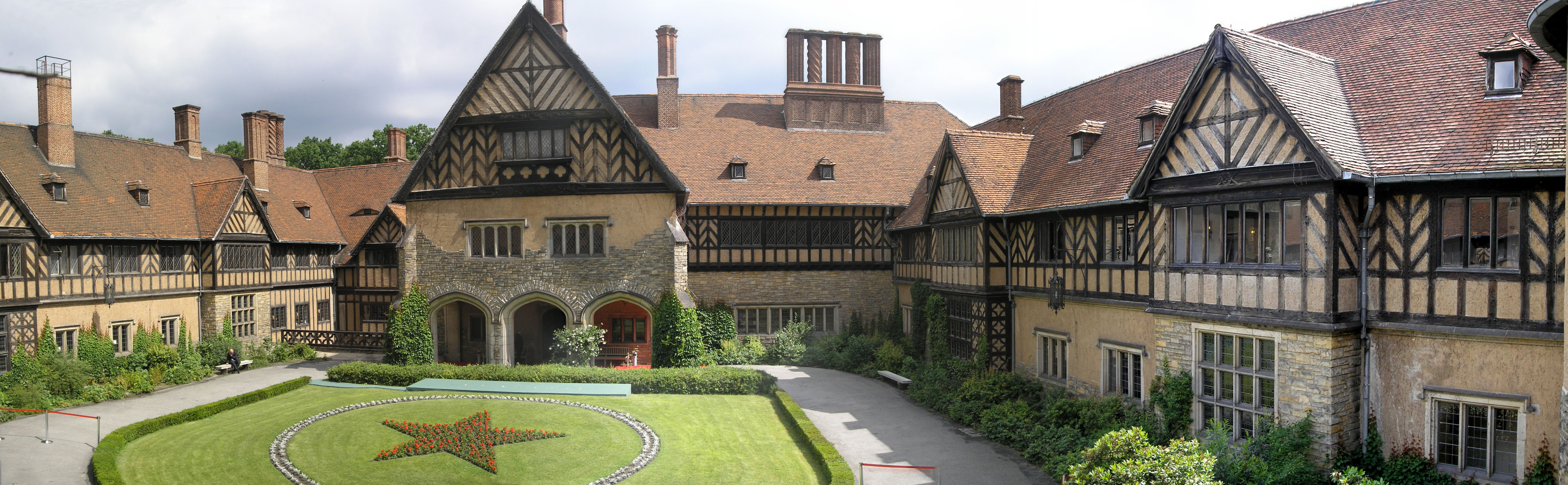
采琪莲霍夫宫内庭

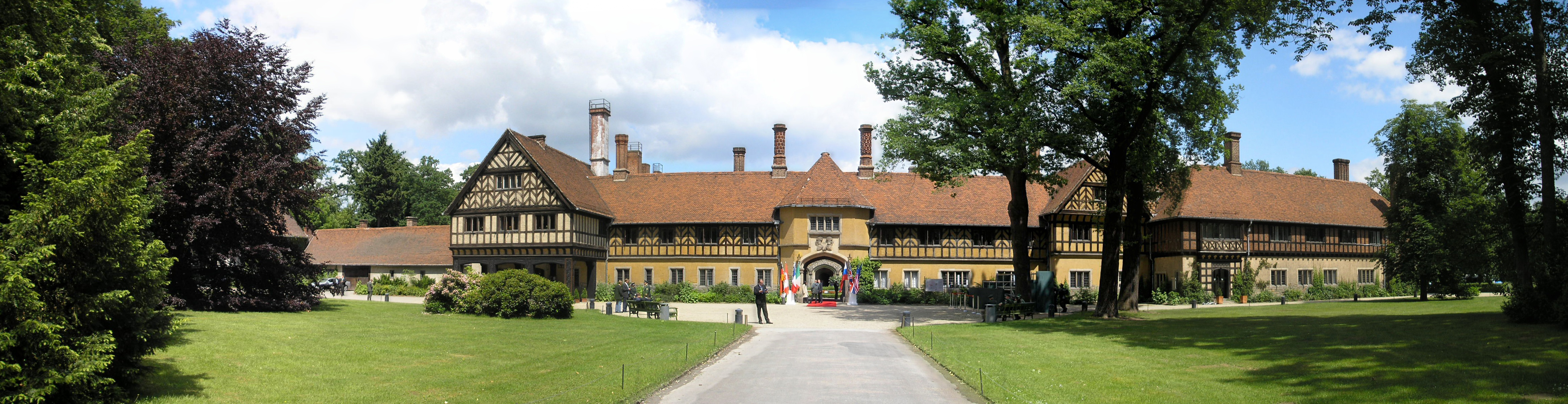
采琪莲霍夫宫外景

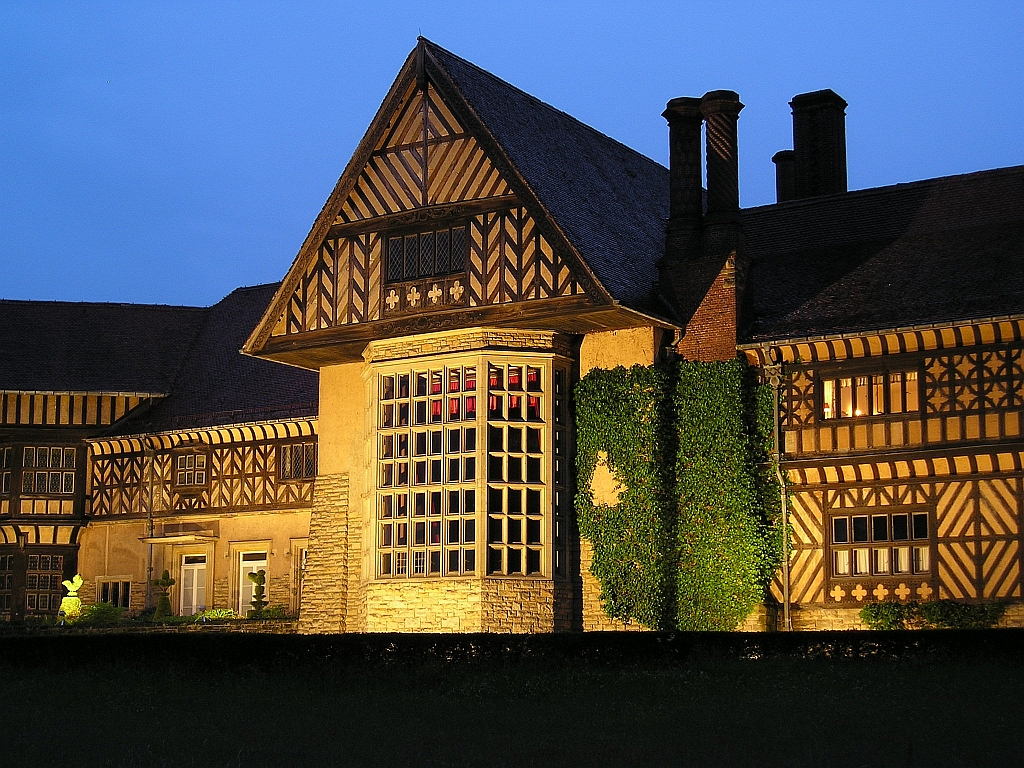
夜晚的采琪莲霍夫宫

采琪莲霍夫宫（德語：Schloss Cecilienhof）是位於德國與柏林相鄰，哈弗尔河邊勃蘭登堡州波茨坦新花園公園（Neuer Garten）區的北端，東北面濱臨著永芬湖，由普魯士德皇威廉二世為承襲皇位的大兒子弗里德里希·威廉和儿媳塞西莉所建造的。
采琪蓮霍夫宮之所以聞名於世，主要是因為1945年7月17日至8月2日期間，美國總統杜魯門、首相邱吉爾及蘇聯史達林於此舉行波茨坦會議，並在1945年7月26日，由美國總統杜魯門和英國首相邱吉爾於此處共同發佈波茨坦宣言以決定日本「無條件投降」的相關條款。
采琪蓮霍夫宮由納粹建築師保罗·舒尔策-瑙姆堡設計，於1914年至1917年間建築的英國都鐸式鄉村別墅。內部則按照希特勒愛慕的建築師保羅·特罗斯特（Paul Troost， 1878 –1934），按照汽輪艙房裝潢設計的建築圖所裝修。雖然整棟建築擁有176個房間，但是由外而觀，幾乎看不出來，確實像是一座鄉村別墅，而不能稱之為「宮」。到處可見橡木構牆的采琪蓮霍夫宫包含6個庭院和55根紅磚煙囪。現今采琪蓮霍夫宮右半為博物館，左半作為休閑賓館。
進入采琪蓮霍夫宮大拱門之後，首先見到的是地鋪綠茵，中間有個外為白環五芒星形的大圓圈草地。正面有三角形結構屋牆的主體建築就是發佈波茨坦宣言的會議廳所在處，右邊屋頂上有5根紅磚串聯煙囪特別顯眼，看起來巨大沉重，是采琪蓮霍夫宮的建築標誌。參觀的路徑是由右邊的廊屋售票處進入。左轉通過一走廊，第一間展示的房間為一仿照汽輪艙房設計的小室，此室似為塞西琳的房間，相當狹窄。左轉經過一個寬廊，廊壁上展示著波茨坦會議之前，美國羅斯福總統與同盟各國巨頭的開羅會議（1943年11月）和雅尔塔会议（1945年2月4-11日）相關新聞照片。事實上，波茨坦會議是上述盟軍會議的延續。再右拐則進入一座擺設豪華，鋪著紅色地毯，中央有一白色大壁爐的大型前廳，此處為接待波茨坦會議參會人員的地方，牆上掛著波茨坦會議時間的照片和德文、英文相關新聞報導。白色前廳右邊有一小廳，據說是當時史達林的工作房間。
由白色前廳左轉，立即進入舉世聞名的波茨坦會議場所。此會議場所本來是采琪蓮霍夫宮的起居大廳，在紅色大地毯正中，擺著當年開會時的紅色大圓桌。桌上插著與會的美、英、俄三國國旗。圍著大圓桌擺著當年會議時的15張紅鋪椅子；其中僅有3張椅子具有扶手，也就是三巨頭會議時杜魯門、邱吉爾及史達林的座位。大格子窗戶面對的是美麗的後花園和遠處藍色的永芬湖。會議大圓桌的另一邊是雕梁畫棟的木製樓梯，通往采琪蓮霍夫宮上層。雖然會議大廳的頂上掛著大燈，大格子窗戶有陽光射入，但是會議大廳卻呈現著陰暗的氣氛，如果將大格子窗戶的紅簾關起，將更增加著整個大廳的歷史神秘性。
走出會議大廳，進入一座中型廳堂，據說這是當年會議期間邱吉爾和代表成員工作的地方，牆壁上設有不少書櫃。再往前走，則是杜魯門的工作房間，牆上掛著幾張照片，包括原子彈投擲後的巨大蘑菇雲、原子彈投擲後的破壞現場、「小男孩」和「大胖子」兩顆原子彈的外觀，還有當時杜魯門總統宣佈日本投降時的記者會，以及在密蘇里艦上接受日本投降的照片。旁邊另有一玻璃門的精緻房間，是采琪蓮霍夫宮的早餐廳，兩旁坡璃牆櫃中放滿了各式白色瓷製餐盤。向左另一小房間牆上則展示著1945年8月2日禮拜四生活（Life）雜誌、英國國際報（International）柏林日報（Der Berliner）創刊號有關波茨坦會議的報導。英國國際報（International）文中還特別提道波茨坦宣言雖為三巨國的會議工作，但是並非是三巨國的的文件，而是美國一方的文件。邱吉爾在尚任英國首相時於波茨坦簽名認可波茨坦宣言；該宣言曾經被送往重慶，經由蔣介石認可。由於史達林在太平洋戰爭中名義上是中立的，所以閱讀之後，只是點頭，並未在宣言上簽字。
再經過一陰暗的房間，右轉出門就抵達展覽區的終點。出來一看，正是位於采琪蓮霍夫宮大門大圓圈草地的另一邊，也就是大庭園的正面三拱門之處。走出采琪蓮霍夫宮大門左向繞行散步，可以看到眾花繽紛的大後花園和遠處的永芬湖。大後花園有一大片綠色草坪，此處也有三個拱門，拱門內有個漂亮的小水池，上有一座納粹時期風行的裸體青年銅像。
采琪蓮霍夫宮已於1990年被登錄為聯合國的世界文化財產。2011年被頒授歐洲文化財產印章 （页面存档备份，存于）。2007年5月30日，采琪蓮霍夫宮被作為 G8 高峰會議之場所。2004年11月3日，英國伊麗莎白女王曾經訪問此處。